# Enrico di Montpensier
Enrico di Borbone-Vendôme-Montpensier (Mézières-en-Brenne, 12 maggio 1573 – Parigi, 27 febbraio 1608) fu duca di Montpensier, delfino d'Alvernia, principe sovrano delle Dombes e signore di Châtellerault dal 1592 fino alla sua morte. Era figlio di Francesco di Montpensier e Renée d'Angiò-Mezières.

## Biografia

Blasone

Portò il titolo di principe delle Dombes fin da prima della morte di suo padre; combatté gli uomini della Lega cattolica e in particolare, a partire dal 1590, Filippo Emanuele di Lorena, duca di Mercœur, da cui fu battuto a Craon nel 1592.
In seguito fu nominato governatore della Normandia e si occupò della riconquista della regione per ordine del re Enrico IV di Francia, suo lontano cugino. All'assedio di Dreux rimase ferito gravemente, ma si salvò. Nel 1596 combatté con Enrico IV gli spagnoli in Artois; nel 1600 partecipò alla campagna di Savoia.
Sposò nel 1597 la duchessa Enrichetta Caterina di Joyeuse, figlia del duca di Joyeuse Enrico e di Catherine de Nogaret. Enrico ed Enrichetta ebbero una sola figlia, Maria, che diverrà duchessa di Montpensier e sposerà Gastone di Francia, duca d'Orléans, figlio di Enrico IV.

## Ascendenza
|                             |                             |                                    | Genitori                            |  |  | Nonni |  |  | Bisnonni                    |  |  | Trisnonni                            |  |
|                             |                             |                                    |                                     |  |  |       |  |  | 8. Luigi di Borbone-Vendôme |  |  | 16. Giovanni VIII di Borbone-Vendôme |  |
|                             |                             |                                    |                                     |  |  |       |  |  | 8. Luigi di Borbone-Vendôme |  |  | 16. Giovanni VIII di Borbone-Vendôme |  |
|                             |                             | 17. Isabella di Beauvau            |                                     |  |  |       |  |  | 8. Luigi di Borbone-Vendôme |  |  |                                      |  |
| 4. Luigi III di Montpensier |                             |                                    |                                     |  |  |       |  |  | 8. Luigi di Borbone-Vendôme |  |  |                                      |  |
|                             |                             | 9. Luisa di Borbone-Montpensier    | 18. Gilberto di Borbone-Montpensier |  |  |       |  |  |                             |  |  |                                      |  |
|                             |                             | 9. Luisa di Borbone-Montpensier    | 18. Gilberto di Borbone-Montpensier |  |  |       |  |  |                             |  |  |                                      |  |
|                             |                             | 9. Luisa di Borbone-Montpensier    | 19. Chiara Gonzaga                  |  |  |       |  |  |                             |  |  |                                      |  |
| 2. Francesco di Montpensier |                             | 9. Luisa di Borbone-Montpensier    |                                     |  |  |       |  |  |                             |  |  |                                      |  |
|                             |                             | 10. Giovanni IV di Longwy          | 20. Filippo di Longvy               |  |  |       |  |  |                             |  |  |                                      |  |
|                             |                             | 10. Giovanni IV di Longwy          | 20. Filippo di Longvy               |  |  |       |  |  |                             |  |  |                                      |  |
|                             |                             | 10. Giovanni IV di Longwy          | 21. Giovanna di Bauffremont         |  |  |       |  |  |                             |  |  |                                      |  |
| 5. Giacomina di Longwy      |                             | 10. Giovanni IV di Longwy          |                                     |  |  |       |  |  |                             |  |  |                                      |  |
|                             |                             | 11. Giovanna d'Angoulême           | 22. Carlo di Valois-Angoulême       |  |  |       |  |  |                             |  |  |                                      |  |
|                             |                             | 11. Giovanna d'Angoulême           | 22. Carlo di Valois-Angoulême       |  |  |       |  |  |                             |  |  |                                      |  |
|                             |                             | 11. Giovanna d'Angoulême           | 23. Antonietta di Polignac          |  |  |       |  |  |                             |  |  |                                      |  |
| 1. Enrico di Montpensier    |                             | 11. Giovanna d'Angoulême           |                                     |  |  |       |  |  |                             |  |  |                                      |  |
|                             | 12. Renato d'Angiò-Mézières | 24. Luigi d'Angiò-Mézières         |                                     |  |  |       |  |  |                             |  |  |                                      |  |
|                             | 12. Renato d'Angiò-Mézières | 24. Luigi d'Angiò-Mézières         |                                     |  |  |       |  |  |                             |  |  |                                      |  |
|                             | 12. Renato d'Angiò-Mézières | 25. Anna de La Trémoille           |                                     |  |  |       |  |  |                             |  |  |                                      |  |
| 6. Nicola d'Angiò-Mézières  | 12. Renato d'Angiò-Mézières |                                    |                                     |  |  |       |  |  |                             |  |  |                                      |  |
|                             |                             | 13. Antonietta di Chabannes        | 26. Giovanni di Chabannes           |  |  |       |  |  |                             |  |  |                                      |  |
|                             |                             | 13. Antonietta di Chabannes        | 26. Giovanni di Chabannes           |  |  |       |  |  |                             |  |  |                                      |  |
|                             |                             | 13. Antonietta di Chabannes        | 27. Susanna di Borbone-Roussillon   |  |  |       |  |  |                             |  |  |                                      |  |
| 3. Renata d'Angiò-Mézières  |                             | 13. Antonietta di Chabannes        |                                     |  |  |       |  |  |                             |  |  |                                      |  |
|                             |                             | 14. Guido IX di Mareuil            | 28. Giovanni di Mareuil             |  |  |       |  |  |                             |  |  |                                      |  |
|                             |                             | 14. Guido IX di Mareuil            | 28. Giovanni di Mareuil             |  |  |       |  |  |                             |  |  |                                      |  |
|                             |                             | 14. Guido IX di Mareuil            | 29. Giovanna Devernon               |  |  |       |  |  |                             |  |  |                                      |  |
| 7. Gabriella di Mareuil     |                             | 14. Guido IX di Mareuil            |                                     |  |  |       |  |  |                             |  |  |                                      |  |
|                             |                             | 15. Caterina di Clermont-Dampierre | 30. Francesco di Clermont-Dampierre |  |  |       |  |  |                             |  |  |                                      |  |
|                             |                             | 15. Caterina di Clermont-Dampierre | 30. Francesco di Clermont-Dampierre |  |  |       |  |  |                             |  |  |                                      |  |
|                             |                             | 15. Caterina di Clermont-Dampierre | 31. Isabella Chaudrier              |  |  |       |  |  |                             |  |  |                                      |  |
|                             |                             | 15. Caterina di Clermont-Dampierre |                                     |  |  |       |  |  |                             |  |  |                                      |  |